# Silver Spring (Maryland)
Silver Spring es una ciudad ubicada en el condado de Montgomery en el estado estadounidense de Maryland. En el año 2010 tenía una población de 71 452 habitantes y una densidad poblacional de 2928,36 personas por km².

## Geografía
Silver Spring se encuentra en el sureste del condado de Montgomery, tocando con Washington D. C.

## Demografía
Según la Oficina del Censo en 2000 los ingresos medios por hogar en la localidad eran de $51,653 y los ingresos medios por familia eran $60,631. Los hombres tenían unos ingresos medios de $38,124 frente a los $36,096 para las mujeres. La renta per cápita para la localidad era de $26,357. Alrededor del 9.3% de la población estaba por debajo del umbral de pobreza.

## Educación
Las Escuelas Públicas del Condado de Montgomery gestiona escuelas públicas.

## Periódicos
Los periódicos en el área son Washington Post, Washington Times y Source of the Spring.
El Washington Hispanic tiene sus oficinas en Silver Spring.